# Ivan Fedorovych Drach
Ivan Fedorovych Drach (tiếng Ukraina: Іва́н Фе́дорович Драч, sinh ngày 17 tháng 10 năm 1936 – mất 19 tháng 6 năm 2018) là một nhà thơ, nhà biên kịch, nhà phê bình văn học, chính khách và nhà hoạt động chính trị người Ukraine.
Drach góp một vai trò quan trọng trong sự hình thành của chính Đảng Phong trào Nhân dân Ukraine (Rukh) và lãnh đạo Đảng này từ năm 1989 đến năm 1992.

## Tiểu sử
Ivan Drach sinh ngày 17 tháng 10 năm 1936 tại Telizhyntsi, tỉnh Kyiv, Cộng hòa Xã hội chủ nghĩa Xô viết Ukraine trong một gia đình công nhân nông trường. Ông học tiểu học và trung học tại thị trấn Tetiiv và đặc biệt giỏi ở các môn xã hội nhân văn. Sau khi học xong bậc trung học, ông dạy tiếng Nga và ngữ văn tại làng Dzvenyache, Tetiiv. Từ năm 1951, ông đã có một bài thơ được xuất bản trên một tờ báo địa phương. Ivan Drach thực hiện nghĩa vụ quân sự trong những năm 1955-1958. Từ năm 1957, ông đã theo học khoa Triết tại Đại học Kyiv tuy nhiên lại không hoàn thành do bị buộc thôi học. Sau khi xuất ngũ, ông tiếp tục theo học tại Khoa Ngôn ngữ và Văn học tại Đại học Kyiv từ năm 1959 đến 1963, trong khoảng thời gian này có một lần ông bị buộc thôi học do những sáng tác và quan điểm chính trị của mình nhưng được phép quay trở lại và tiếp tục học từ tháng 9/1961. Lúc này, Drach đã đến dự "Câu lạc bộ thanh niên sáng tạo" (tiếng Ukraina: Клуб творчої молодіi) và tham gia vào các buổi tối văn học với việc đọc những bài thơ viết theo lối mới - vốn đã xuất hiện từ thời kỳ tan băng Khrushchev. Drach cho ra mắt bài thơ Lưỡi dao trên mặt trời năm 1961 là một bài thơ mang tính bi kịch được đăng trên Công báo văn học Kyiv.
Ở giai đoạn này ông đã có một số liên hệ với các nhân vật bất đồng chính kiến tại Ukraine và đã viết một số bài thơ chỉ trích nhà cầm quyền tại thời điểm này. Ông từng công khai thể hiện quan điểm chính trị của mình, ủng hộ các nhà hoạt động Viacheslav Chornovil, Mykhaylo Osadchy, Bohdan Horyn, Mykhailo Horyn và một số nhân vật bất đồng chính kiến khác. Chính những mối liên hệ này đã từng khiến ông gặp rắc rối với chính quyền Xô viết, sau khi đã xảy ra nhiều vụ bắt giữ và dưới sức ép từ chính quyền, ông phải công khai tuyên bố rằng mình rất hối hận vì đã ủng hộ các phần tử bất đồng chính kiến tại Ukraine. Sự kiện này khiến quan hệ giữa ông và chính quyền được cải thiện. Ông nhiều lần chỉ trích chủ nghĩa dân tộc tư sản và ủng hộ các hoạt động của Đảng Cộng sản trong các bài thơ và phát biểu của mình.
Ông từng làm việc cho các tờ báo "Văn học Ukraine" và "Tổ quốc". Ông từng tốt nghiệp khóa học biên kịch 2 năm tại Moskva và làm biên kịch tại xưởng phim truyền hình OP Dovzhenko, nơi ông đã viết kịch bản cho bộ phim Giếng nước cho kẻ khát được quay vào năm 1965 nhưng mãi đến năm 1987 mới được phát hành do bị chính phủ kiểm duyệt. Năm 1976, ông được trao Giải thưởng Nhà nước Liên Xô cho tác phẩm Cội nguồn và vương miện. Sau thảm họa Chernobyl năm 1986, Drach đã tham gia vào phong trào đang dâng cao của giới trí thức bất đồng chính kiến người Ukraine đòi quyền tự trị văn hóa lớn hơn cho Ukraine và yêu cầu tổ chức một cuộc đối thoại trung thực bàn về những việc mà chính quyền Stalin từng làm tại Ukraine, đặc biệt là sự kiện nạn đói Holodomor.
Khi cuộc cải cách Perestroika bắt đầu, Drach đã khôi phục liên lạc với các nhóm bất đồng chính kiến. Cùng với Vyacheslav Chornovil, Mykhailo Horyn và một số nhà hoạt động Ukraine khác, năm 1989, ông đã thành lập Đảng Phong trào Nhân dân Ukraine (Rukh) - một chính đảng ủng hộ công cuộc cải cách đầu tiên tại Ukraine. Ivan Drach trở thành Chủ tịch đầu tiên của Đảng từ ngày 8 tháng 9 năm 1989 đến ngày 28 tháng 2 năm 1992. Ông giữ chức đồng Chủ tịch cùng với Chornovil và Horyn từ ngày 28 tháng 2 đến ngày 4 tháng 12 năm 1992. Mùa xuân năm 1990, Ivan Drach được bầu vào Rada Tối cao từ khu vực bầu cử Artemivsk (số 259) với 66,38% cử tri ủng hộ. Sau khi nghỉ hưu khỏi Đảng vào cuối năm 1992, Ivan Drach rút lui khỏi chính trường vào năm 1994. Ông đã nổ lực thúc đẩy việc sử dụng tiếng Ukraine và trong khi giữ chức Bộ trưởng Thông tin Ukraine, ông đã đề xuất nhiều giải pháp trên phạm vi rộng bao gồm việc đặt ra hạn ngạch cho các chương trình phát sóng bằng tiếng Ukraine và giảm thuế cho việc xuất bản bằng tiếng Ukraine.
Tại kỳ bầu cử ngày 29 tháng 3 năm 1998 Rada Tối cao Ukraine, Drach (đảng Phong trào Nhân dân) đã tranh cử vào quốc hội từ khu vực bầu cử Ternopil (số 167) với kết quả bỏ phiếu (21,04% số phiếu bầu) đánh dấu lần thứ hai ông được bầu vào Quốc hội. Trong kỳ bầu cử quốc hội tháng 3 năm 2002, ông đã xuất hiện trong đảng "Ukraine của chúng ta" ở vị trí thứ 31 đánh dấu lần thứ ba ông trở thành đại biểu Quốc hội. Sau một thời gian dài tranh chấp với ban lãnh đạo đảng Phong trào Nhân dân, Drach đã rời Đảng vào tháng 3 năm 2005 và gia nhập Đảng Nhân dân Ukraine của Yury Kostenko. Trong kỳ bầu cử quốc hội ngày 26 tháng 3 năm 2006, ông đứng thứ 14 trong danh sách bầu cử của "Khối quốc gia Ukraine của Kostenko và Ivy". Nhưng khối đã thua trong kỳ bầu cử và Drach không được bầu vào Quốc hội.
Từ tháng 8 năm 1992 đến ngày 19 tháng 5 năm 2000, ông đứng đầu Hội đồng Điều phối "Thế giới Ukraina". Ngoài ra ông còn giữ chức Chủ tịch Đại hội trí thức Ukraine và Chủ tịch Hội Nhà văn.
Ivan Drach qua đời ngày 19 tháng 6 năm 2018 tại Bệnh viện Feofania, Kyiv, do một căn bệnh không được công khai. Drach đã yêu cầu được chôn cất bên cạnh mộ con trai mình là Maksym tại quê hương Telizhyntsi của ông.

## Thông tin gia đình
Vợ: Drach Maria Mikhailovna (1946).
Con trai: Drach Maxim Ivanovich (1965-2009).
Con gái: - Drach Maryana Ivanovna (1972).

## Nghệ thuật
Ông bắt đầu tham gia sáng tạo nghệ thuật kể từ từ thời kỳ "tan băng Khrushchev". Ông cho ra tác phẩm đầu tay năm 1961 là bài thơ "Lưỡi dao trên mặt trời" được đăng trên Công báo văn học Kyiv. Trong suốt thời kỳ Xô Viết, ông đã viết nhiều tập thơ dành tặng cho Lênin và Đảng Cộng sản khi đó ông vẫn đang là Đảng viên. Các tác phẩm của ông được biết đến tại Liên Xô và cả quốc tế. Thơ của ông đã được dịch sang tiếng Nga (tồn tại nhiều bản dịch khác nhau), Belarus, Azerbaijan, Latvia, Moldova, Ba Lan, Séc, Đức và một số ngôn ngữ khác.

## Giải thưởng
- Anh hùng Ukraine (19 tháng 8 năm 2006).[10]
- Huân chương Vương công Yaroslav Khôn ngoan hạng 3 (17/10/2011).[11]
- Huân chương Vương công Yaroslav Khôn ngoan hạng 4 (19/08/2001).[12]
- Huân chương Vương công Yaroslav Khôn ngoan hạng 5 (16/10/1996).
- Huân chương Cờ đỏ Lao động
- Giải thưởng Nhà nước Shevchenko
- Giải thưởng Antonovych (1991)
- Giải thưởng Nhà nước Liên Xô (1976)
- Huân chương Huy hiệu Danh dự (Liên Xô)
- Chứng chỉ Danh dự từ Hội đồng Quân sự Tối cao của Cộng hòa Xã hội chủ nghĩa Xô viết Gruzia và Cộng hòa Xã hội chủ nghĩa Xô viết Litva.

## Tuyển tập thơ
- Soniashnyk' (Hoa hướng dương, 1962)
- Protuberantsi sertsia' (U nhọt của con tim, 1965)
- Poeziï (Những vầng thơ, 1967)
- Balady budniv (Những bài ca thường nhật, 1967)
- Do dzherel (Về cội nguồn, 1972)
- Korin' i krona (Cội nguồn và vương miện, 1974)
- Kyïvs'ke nebo (Vùng trời Kyiv, 1976)
- Duma pro vchytelia (Hồn cảm về người thầy, 1977)
- Soniashnyi feniks (Phượng hoàng ánh dương, 1978)
- Sontse i slovo (Ánh dương và lời nói, 1979)
- Amerykans'kyi zoshyt (Sổ tay Hoa Kỳ, 1980)
- Shablia i khustyna (Thanh gươm và khăn xếp, 1981)
- Dramatychni poemy (Những vần thơ kịch tính, 1982)
- Kyïvs'kyi oberih (Lá bùa Kyiv, 1983)
- Telizhentsi (1985), Khram sontsia (Ngôi đền Mặt trời, 1988)
- Lyst do kalyny (Thư gửi cây tú cầu, 1990)
- Vohon' iz popelu (Lửa từ tro, 1995)[1]

## Các tác phẩm điện ảnh
- Propala Hramota (Bức thư bị đánh mất)

## Các hình ảnh

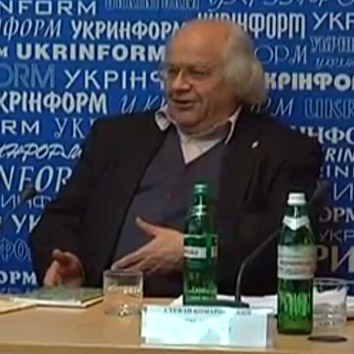
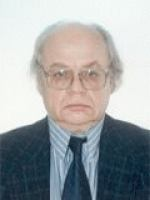
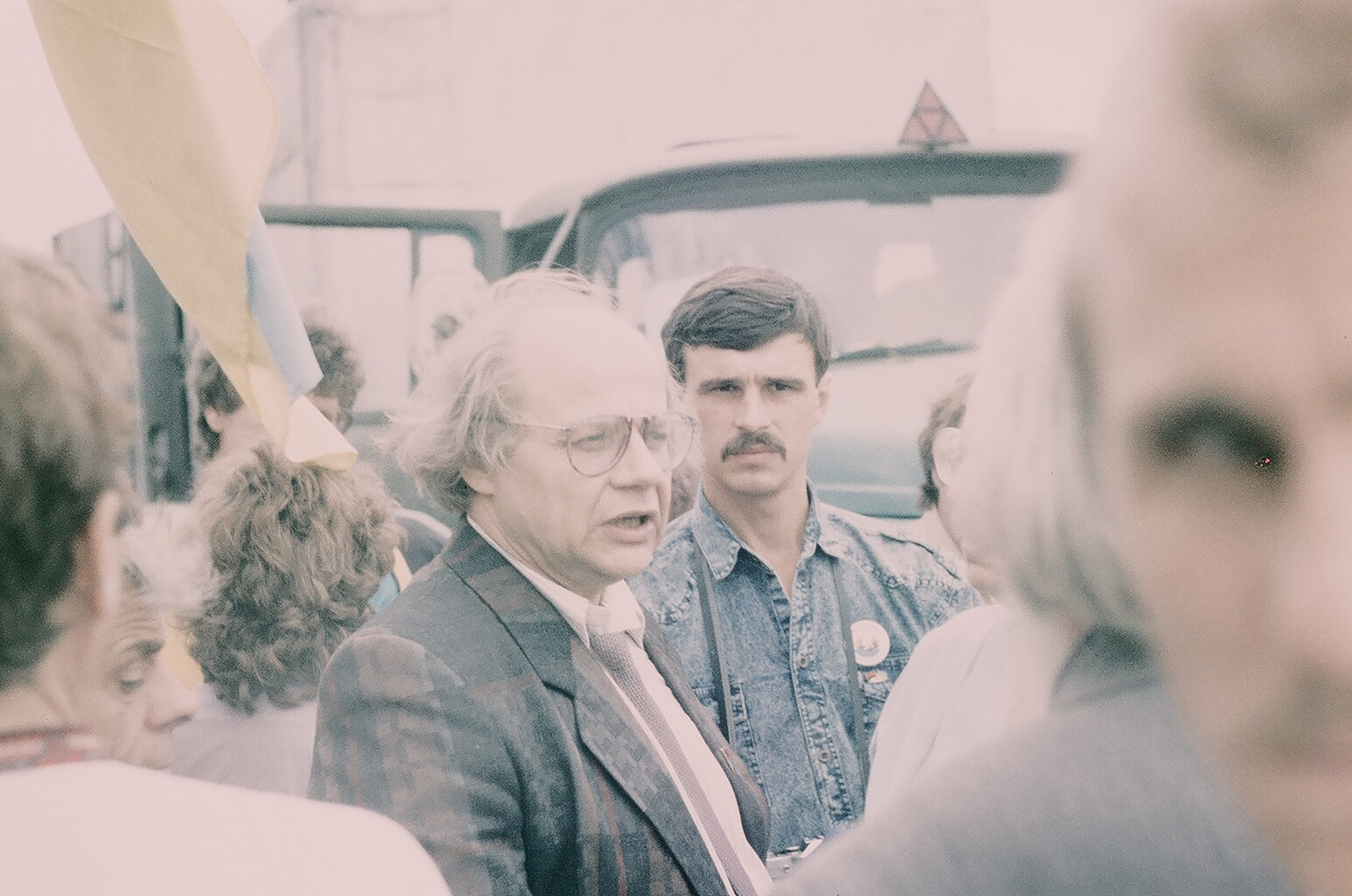
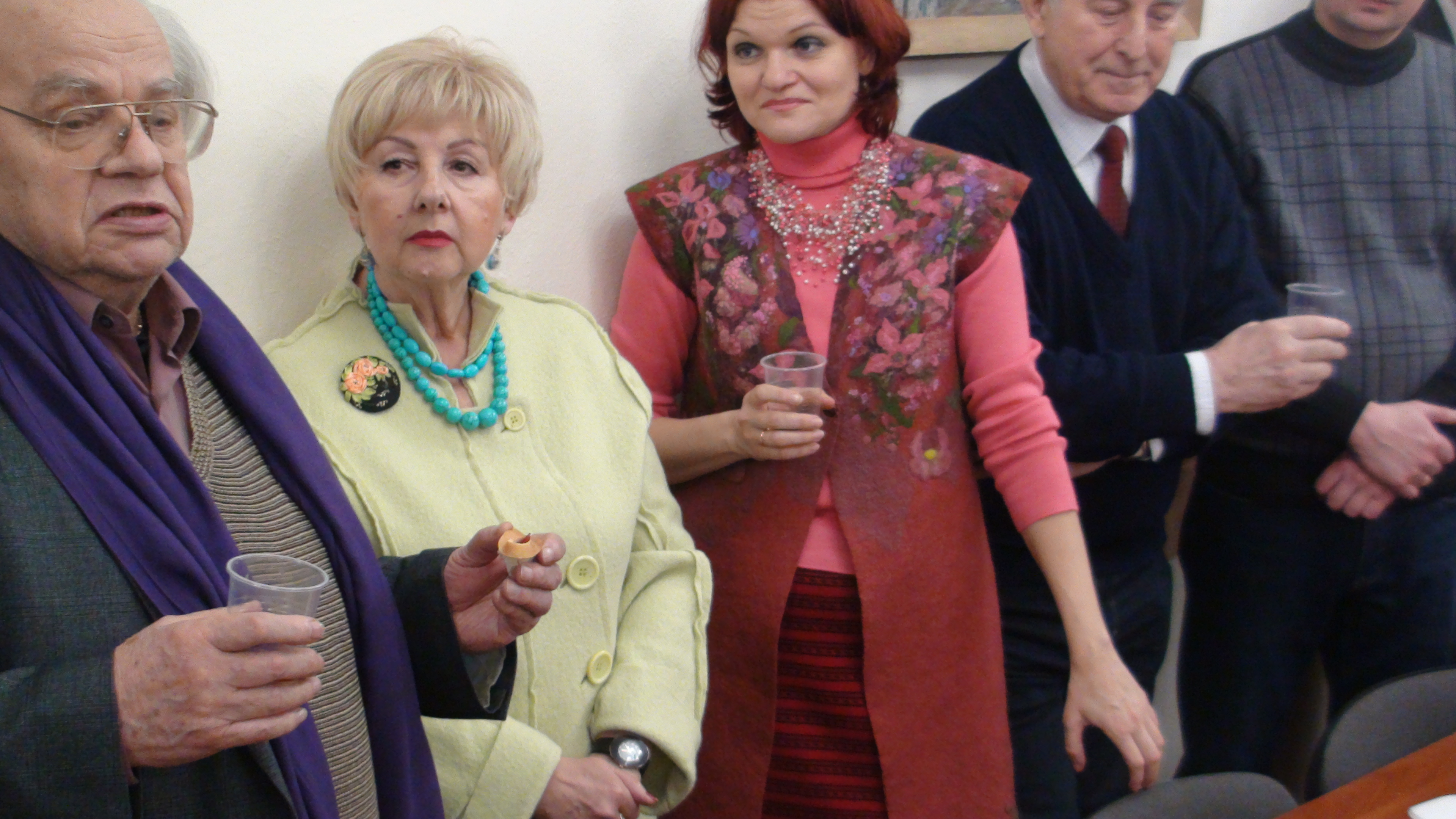
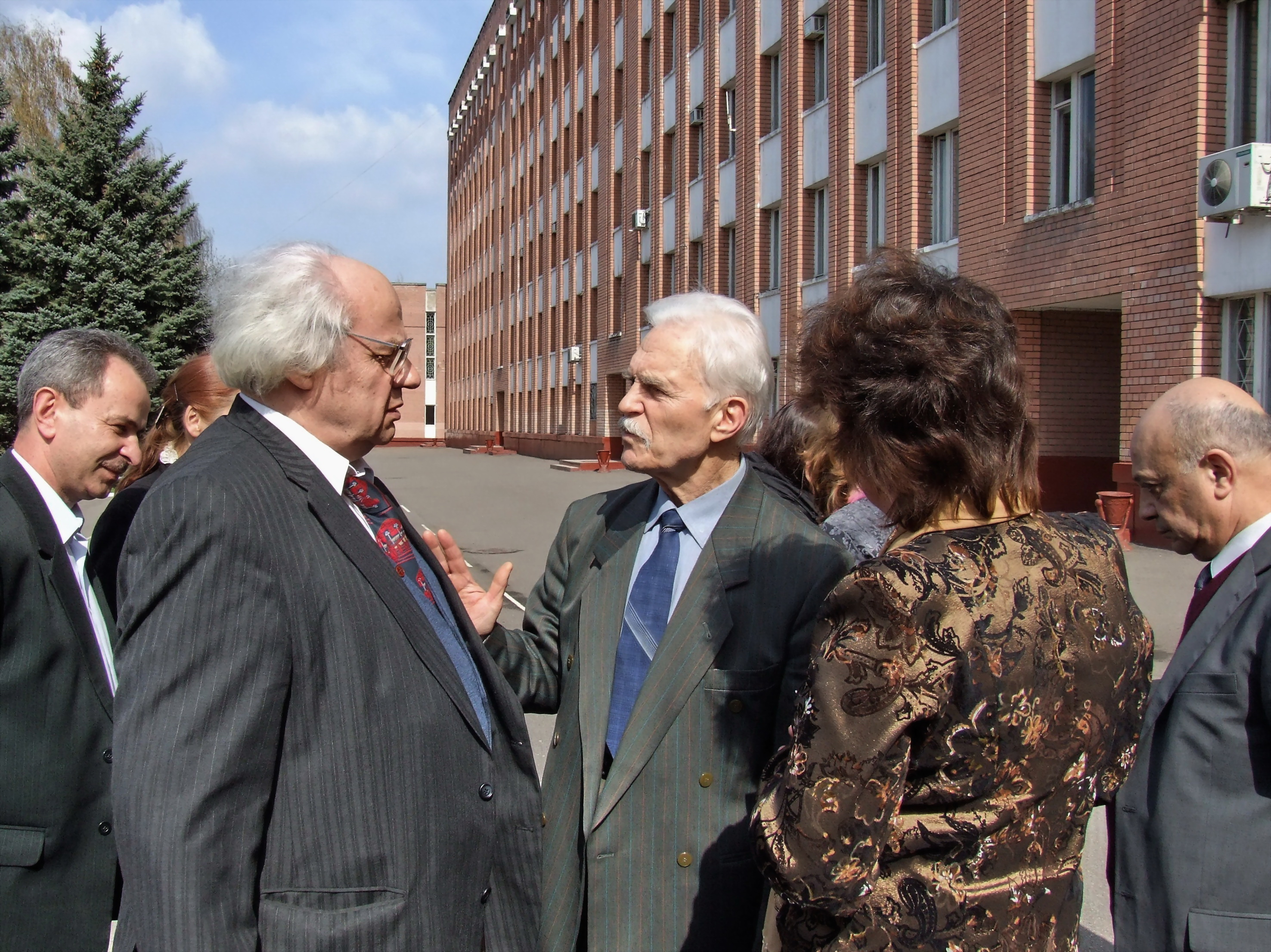
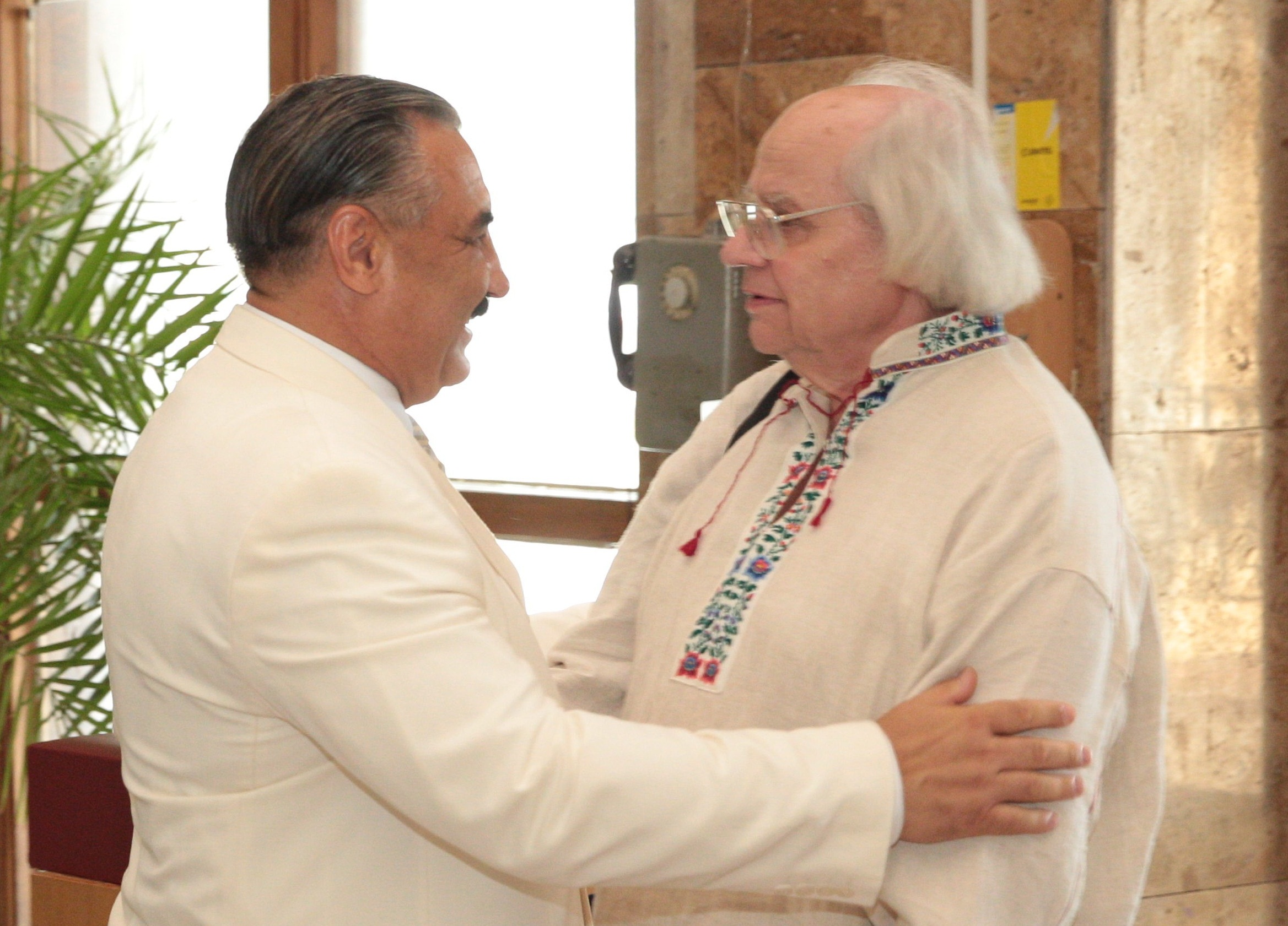
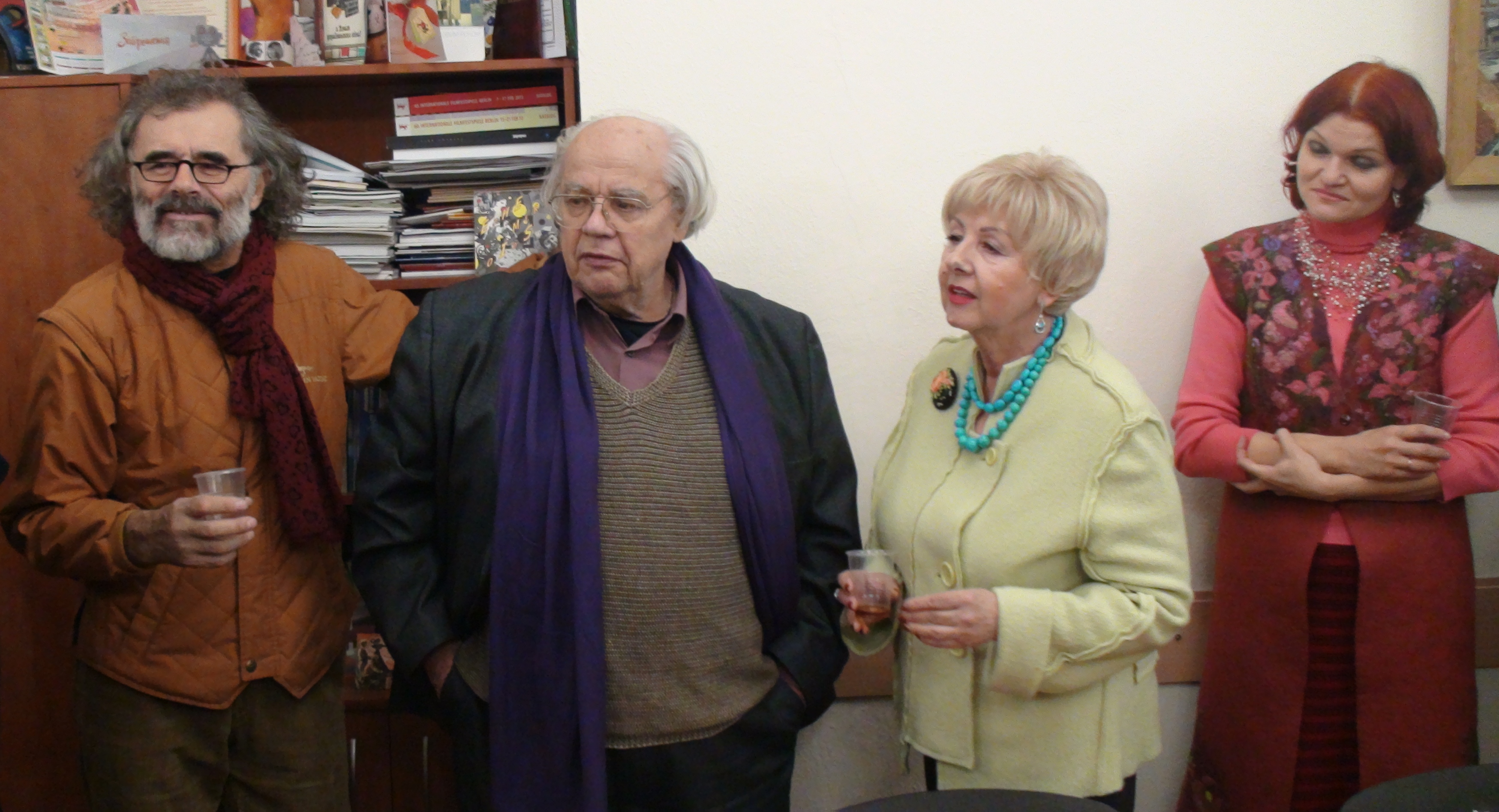
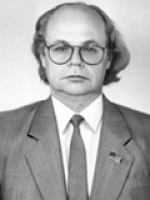
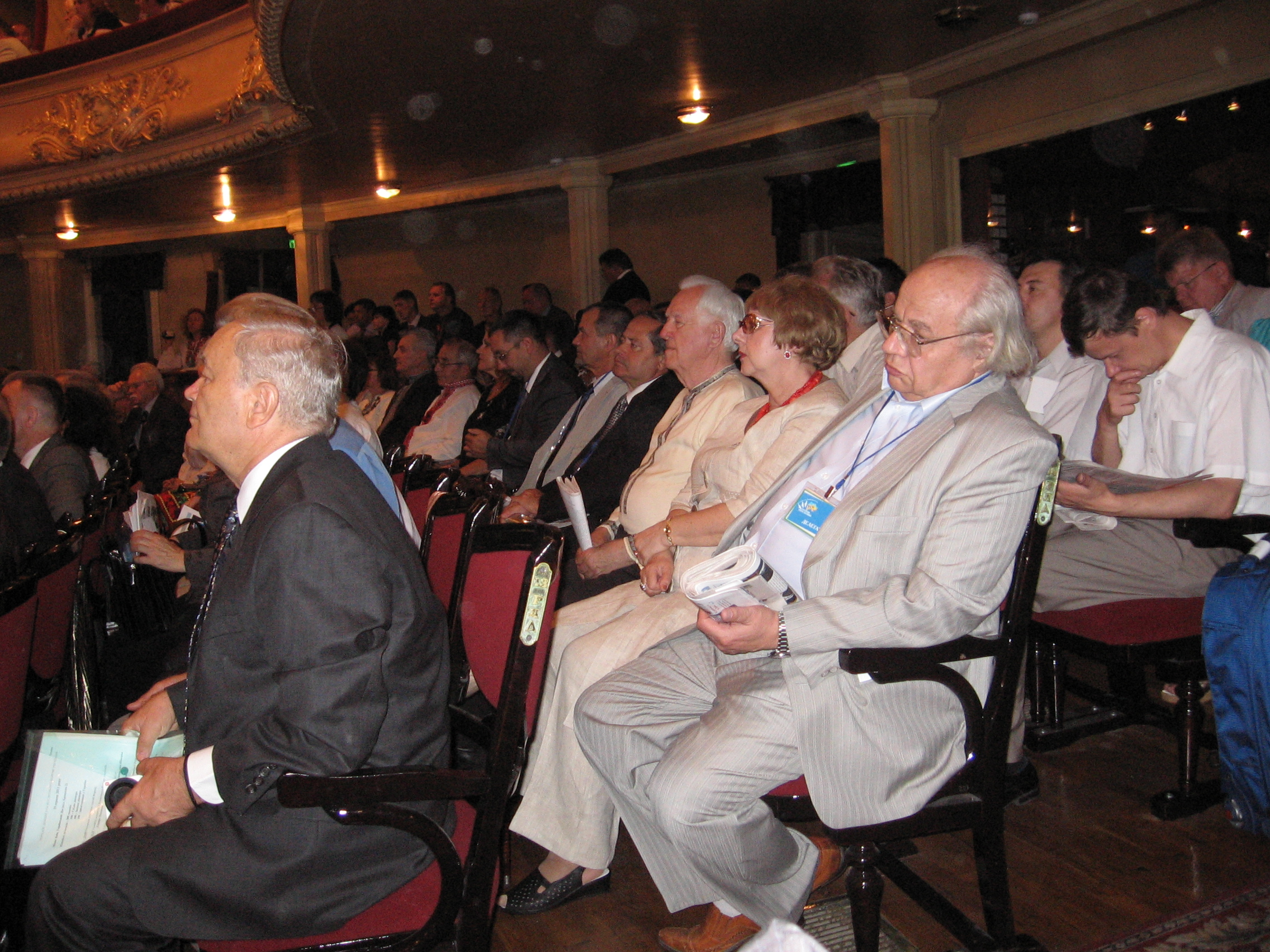
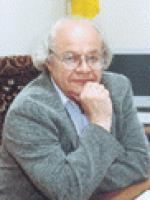
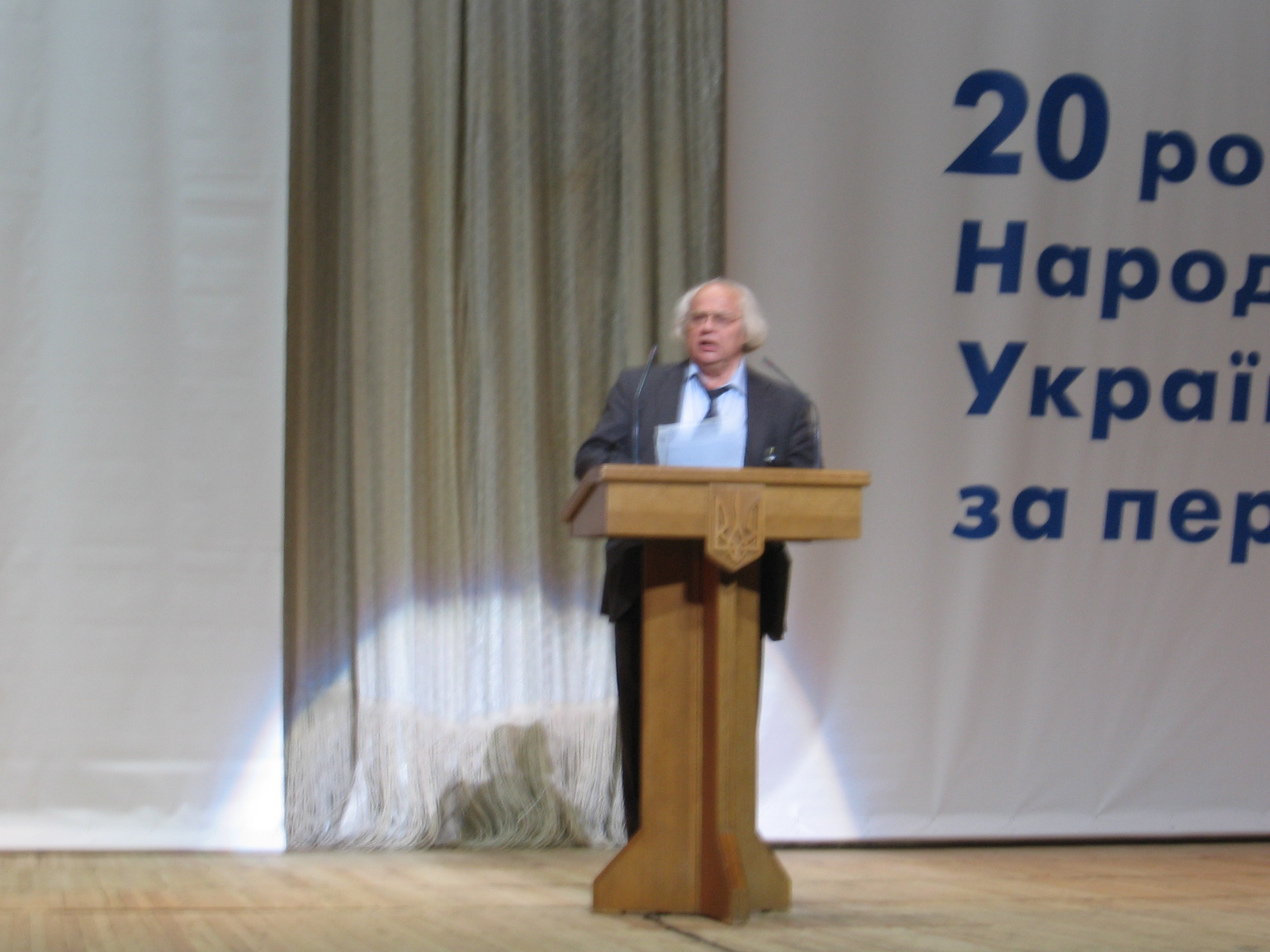